# Маркклеберг
Маркклеберг (њем. Markkleeberg) град је у њемачкој савезној држави Саксонија. Једно је од 41 општинског средишта округа Лајпциг. Према процјени из 2010. у граду је живјело 24.020 становника. Посједује регионалну шифру (AGS) 14729260.

## Географски и демографски подаци
Маркклеберг се налази у савезној држави Саксонија у округу Лајпциг. Град се налази на надморској висини од 115 метара. Површина општине износи 31,4 km². У самом граду је, према процјени из 2010. године, живјело 24.020 становника. Просјечна густина становништва износи 766 становника/km².

## Међународна сарадња
| Мјесто | Држава    | Врста сарадње | Од    |
| ------ | --------- | ------------- | ----- |
|        | Румунија  | партнерство   | 1990. |
|        | Француска | партнерство   | 1972. |
| Извор  |           |               |       |